# Байда Анатолій Ілліч
Анатолій Ілліч Байда (1906, село Мрин, за іншими даними в м. Харбін — 1978, Київ) — будівельник, керуючий трестом Південзахідтрансбуд, Герой Соціалістичної Праці (1966, за спорудження Палацу культури «Україна»), кавалер ордена Леніна та інших урядових нагород.

## Життєпис
Закінчив Харківський інститут інженерів залізничного транспорту. За іншими даними — закінчив Ленінградський інститут інженерів залізничного транспорту (в 1936). Працював в управлінні залізничного будівництва в Росії.
У 1955 очолив трест «Південзахідтрансбуд», що був утворений з Київського управління будівельно-відновлювальних робіт, яке передали до складу Міністерства транспортного будівництва СРСР. Керував цим трестом до 1971 року.
Пройшов трудовий шлях від начальника дистанції колії до керівника тресту. Під його безпосереднім керівництвом велися роботи:
- відновлення, реконструкція та електрифікація Вінницької, Південно-Західної та Львівської залізниць;
- будівництво других колій і електрифікація лінії Москва — Байкал на ділянці Рязань — Рузаєвка;
- будівництво других колій на ділянці Атбасар — Джалтир лінії Акмолинськ — Картали,
- відновлення Дарницького, Жмеринського, Київського вагоноремонтних заводів, Конотопського, Шевченківського паровозоремонтних заводів, Чернівецького машинобудівного заводу, Коростенського заводу залізобетонних шпал,
- будівництво аеропорту «Бориспіль», палацу культури «Україна», об'єктів Київського метрополітену.

Будував Кремлівський Палац з'їздів, багато інших об'єктів.
Похований на Байковому кладовищі в Києві.

## Нагороди і звання
- Герой Соціалістичної Праці (28.07.1966)
- орден Леніна (28.07.1966)
- орден Жовтневої Революції
- орден Трудового Червоного Прапора
- орден Червоної Зірки
- орден «Знак Пошани»
- Заслужений будівельник Української РСР (1961)
- медалі